# Комолов, Павел Дмитриевич
Па́вел Дми́триевич Комо́лов (10 марта 1989, Ленинград, СССР) — российский футболист, полузащитник.

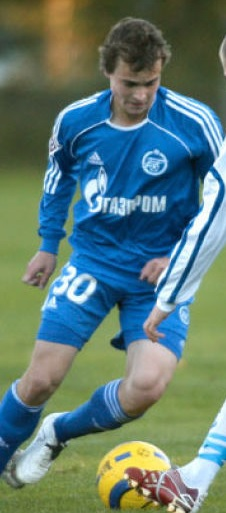
В составе дубля «Зенита»

## Карьера
Воспитанник петербургского «Зенита». С 2006 по 2009 год выступал в турнире дублёров и молодёжном первенстве, в 2009 стал чемпионом турнира. Всего за молодёжный состав сыграл 82 матча и забил 2 гола. В 2010 году на правах свободного агента перешёл в литовский «Жальгирис». В январе 2011 года был отдан в аренду на полгода в польский «Белхатув». Летом 2015 был приглашён на просмотр в пермский «Амкар», с которым и подписал контракт.
14 июня 2018 года стал игроком клуба «Енисей».
Выступал за молодёжную сборную России.

## Достижения
«Жальгирис»
- Чемпион Литвы: 2013
- Обладатель Кубка Литвы: 2012, 2013
- Обладатель Суперкубка Литвы: 2012

«Нижний Новгород»
- Бронзовый призёр первенства ФНЛ: 2020/21